# 三立國際台
三立國際台（SET International），簡稱SETI，為臺灣三立電視旗下的海外電視頻道之一，2000年3月開播。頻道播出的節目内容包括三立台灣台的八點檔台語劇、綜藝節目，以及三立都會台的部分綜藝節目。三立華劇以及《愛台客》系列等節目，因三立電視已經向其他單位（諸如東森美洲衛視、天下衛視等）出售海外播映權，故未能在三立國際台播放。

## 現今節目列表
戲劇節目
- 新戲說台灣
- 金家好媳婦
- 只為你停留（2025年7月6日）播出
- 我們發財了

旅遊節目
- 愛玩客
- 小姐姐去哪儿

綜藝節目
- 國光幫幫忙
- 綜藝大熱門
- 綜藝玩很大
- 綜藝玩很大明星限定
- 新完全娛樂
- 超愛美小姐

資訊節目
- 婆媳當家
- 姐姐当家
- 寶島神很大
- 草地狀元

## 已下檔節目
平日六點半檔
- 天下女人心
- 親家
- 天下父母心
- 家和万事兴
- 甘味人生
- 一家人

週六十點檔
- 鍾無艷
- 愛情魔髮師
- 倪亞達
- 國民英雄
- 偷心大聖PS男
- 鬥牛要不要
- 王子變青蛙
- 微笑pasta
- 櫻野三加一
- 命中注定我愛你
- 小資女孩向前衝
- 向前走向愛走
- 回到愛以前
- 就是要你爱上我
- 再說一次我願意
- 愛上兩個我
- 真愛黑白配
- 聽見幸福
- 他看她的第2眼
- 愛上哥們
- 犀利人妻
- 浮士德的微笑
- 我的愛情不平凡
- 噗通噗通我愛你
- 已讀不回的戀人
- 三明治女孩的逆襲
- 高校英雄传
- 你有念大學嗎？
- 月村歡迎你
- 網紅的瘋狂世界
- 跟鯊魚接吻
- 浪漫輸給你
- 真情之家
- 必勝大丈夫
- 我的寶貝四千金

週日十點檔
- 波麗士大人
- 千金百分百
- 比賽開始
- 那一年的幸福時光
- 第2回合我愛你
- 天國的嫁衣
- 綠光森林
- 放羊的星星
- 敗犬女王
- 下一站幸福
- 金大花的華麗冒險
- 螺絲小姐要出嫁
- 我租了一個情人
- 莫非，這就是愛情
- 喜歡·一個人
- 我的自由年代
- 22K夢想高飛
- 料理高校生
- 1989一念間
- 後菜鳥的燦爛時代
- 狼王子
- 飛魚高校生
- 極品絕配
- 姊的時代
- 兩個爸爸
- 三隻小豬的逆襲
- 我的青春沒在怕
- 門當互懟愛上你
- 美味的想念

其他时段戏剧节目
- 位！你在等我嗎？

特別節目
- 《2018花蓮夏戀嘉年華》(2018/7/7-2018/7/14)

## 外部連結
- 三立電視（页面存档备份，存于）
- YouTube上的三立電視頻道